# Высоково (Вятский сельский округ)
Высоково — деревня в Некрасовском районе Ярославской области. Входит в состав сельского поселения Красный Профинтерн.

## География
Находится в восточной части Ярославской области на расстоянии приблизительно 21 км на север по прямой от административного центра района поселка Некрасовское в левобережной части района.

## История
В 1859 году здесь (деревня Даниловского уезда Ярославской губернии) было учтено 10 дворов.

## Население
Численность населения: 83 человека (1859 год), 7 (русские 100 %) в 2002 году, 0 в 2010.